# Midea (mitología)
En la mitología griega, Midea es el nombre de una ninfa amada por Poseidón, de quien tuvo un hijo llamado Aspledón.
Pausanias menciona unos versos que Quernias, poeta de cuya obra no quedaba ya memoria escrita en su tiempo, escribió:

De Poseidón y de la ilustre Midea
nació Aspledón, en una amplia ciudadela.

De Aspledón tomó su nombre una ciudad de Beocia y de la ninfa tomó su nombre otra ciudad de Beocia llamada asimismo Midea. 